# Yitha'amar Watar I.
Yitha'amar Watar I. bin Yakrubmalik (sabäisch Yṯʿʾmr Wtr bn Ykrbmlk) war ein Mukarrib des altsüdarabischen Reiches von Saba im heutigen Jemen. Norbert Nebes ordnet ihn kurz vor Karib’il Watar I. (um 685 v. Chr.) ein und identifiziert ihn daher mit dem sabäischen Herrscher Itʾamar (o. ä.), der 715 v. Chr. nach einem assyrischen Text dem neuassyrischen Herrscher Sargon II. Tribut brachte.
Die wichtigste Quelle für die Regentschaft Yitha'amar Watars stellt eine monumentale Inschrift dar, die 2005 bei Grabungen des Deutschen Archäologischen Institutes im Zentrum des Almaqah-Tempels von Sirwah, gegenüber dem Tatenbericht Karib'il Watars I. entdeckt wurde. In ihr berichtet Yith'amar über seine Kriege und den Erwerb verschiedener Orte und Grundstücke. Zunächst besiegte Yitha'amar Watar die Walad 'Amm, die „Söhne des Gottes Amm“, die Qatabaner. Über die Stadt Timna durchzog Yitha'amar die Gebiete Radman, Ru'ayn und Yahir im Südwesten Qatabans und anschließend das südöstlich angrenzende Wusr, das Zentrum des Reiches Ausan. Anschließend befreite Yitha'amar die vom Stadtstaat Kaminahu besetzten Städte Naschān und Manhiyat im Dschauf nördlich von Saba und eroberte Kaminahu selbst. Der Feldzug im Dschauf wird auch auf der Widmungsinschrift eines von Yitha'amar gestifteten Bronzealtares in Naschan erwähnt. Aufzählungen von Königen in privaten Inschriften legen nahe, dass Yitha'amars Nachfolger Dhamar'ali I. war.